# Kharijapikon
Kharijapikon è una suddivisione dell'India, classificata come census town, di 5.833 abitanti, situata nel distretto di Goalpara, nello stato federato dell'Assam. In base al numero di abitanti la città rientra nella classe V (da 5.000 a 9.999 persone).

## Società

### Evoluzione demografica
Al censimento del 2001 la popolazione di Kharijapikon assommava a 5.833 persone, delle quali 3.296 maschi e 2.537 femmine. I bambini di età inferiore o uguale ai sei anni assommavano a 731, dei quali 357 maschi e 374 femmine. Infine, coloro che erano in grado di saper almeno leggere e scrivere erano 4.259, dei quali 2.625 maschi e 1.634 femmine.